# Le sette chiavi
Le sette chiavi (Seven Keys to Baldpate) è un film del 1929 diretto da Reginald Barker. È una delle numerose versioni cinematografiche dell'opera teatrale di George M. Cohan, basato a sua volta sul romanzo Seven Keys to Baldpate di Earl Derr Biggers, pubblicato a Indianapolis nel 1913. La pièce di Cohan, una commedia dai risvolti thriller, debuttò a Broadway, all'Astor Theatre, il 22 settembre 1913, incontrando un buon successo che la portò a restare in cartellone fino al giugno dell'anno successivo.

## Trama
In un club di New York, Hal Bentley, il proprietario del locale, scommette cinquemila dollari con lo scrittore William Hallowell Magee che quest'ultimo non riuscirà a scrivere un romanzo in sole ventiquattro ore: la scommessa prevede che Magee debba restare nel locale, il Baldpate Inn, che in quel momento è chiuso per la stagione invernale. Allo scrittore viene assicurato che del club esiste una sola chiave, così nessuno potrà disturbarlo durante il suo tentativo. Ben sei persone, invece, ognuna con la propria chiave, arrivano a interrompere lo scrittore. Per prima, Mary Norton, una giornalista di cui Magee è innamorato. Seguono via via un sindaco corrotto, un gangster, un eremita e il capo della polizia. Il poliziotto cerca di rubare al gangster una grossa somma che, però, l'eremita prende, buttando i soldi nel fuoco. Per ultimo, giunge anche Bentley, che confessa che tutti gli altri sono attori ingaggiati da lui per distogliere dal suo lavoro Magee, in modo da fargli perdere la scommessa. Ma questa, in realtà, è la trama del romanzo di Magee, che finisce così il libro.

## Produzione
Il film fu prodotto dalla RKO Radio Pictures.

## Distribuzione
Il copyright del film, richiesto dalla RKO Distributing Corp., fu registrato il 12 gennaio 1930 con il numero LP1002.
Distribuito dalla RKO Radio Pictures, il film uscì nelle sale cinematografiche statunitensi il 25 dicembre 1929. La Ideal Films Ltd. lo distribuì nelle sale britanniche, presentandolo a Londra il 14 marzo 1930 e in Irlanda l'11 luglio dello stesso anno. In Francia, dove fu ribattezzato con il titolo Roman vécu, il film venne distribuito una prima volta il 26 febbraio 1932, per essere rieditato due anni più tardi, il 27 luglio 1934. In Italia, con il titolo Le sette chiavi ottenne il visto di censura nº 26121 (approvato con riserva).